# Rosières-près-Troyes
Rosières-près-Troyes ist eine französische Gemeinde mit 4.866 Einwohnern (Stand: 1. Januar 2022) im Département Aube in der Region Grand Est. Sie gehört zum Arrondissement Troyes und zum Kanton Saint-André-les-Vergers.

## Geografie
Rosières-près-Troyes ist eine banlieue im Süden von Troyes. Die südliche Gemeindegrenze bildet der Bach Triffoire. Umgeben wird Rosières-près-Troyes von den Nachbargemeinden Saint-André-les-Vergers im Norden und Nordwesten, Troyes im Norden und Nordosten, Saint-Julien-les-Villas im Osten und Nordosten, Bréviandes im Osten und Südosten, Saint-Léger-près-Troyes im Süden sowie Saint-Germain im Westen.
Im Gemeindegebiet befindet sich der Campus der Université de technologie de Troyes. Durch die Gemeinde führt die Route nationale 77.

## Bevölkerungsentwicklung
| 1962 | 1968 | 1975 | 1982 | 1990 | 1999 | 2006 | 2011 |
| ---- | ---- | ---- | ---- | ---- | ---- | ---- | ---- |
| 528  | 527  | 1096 | 1804 | 2283 | 2608 | 3064 | 3533 |

## Sehenswürdigkeiten

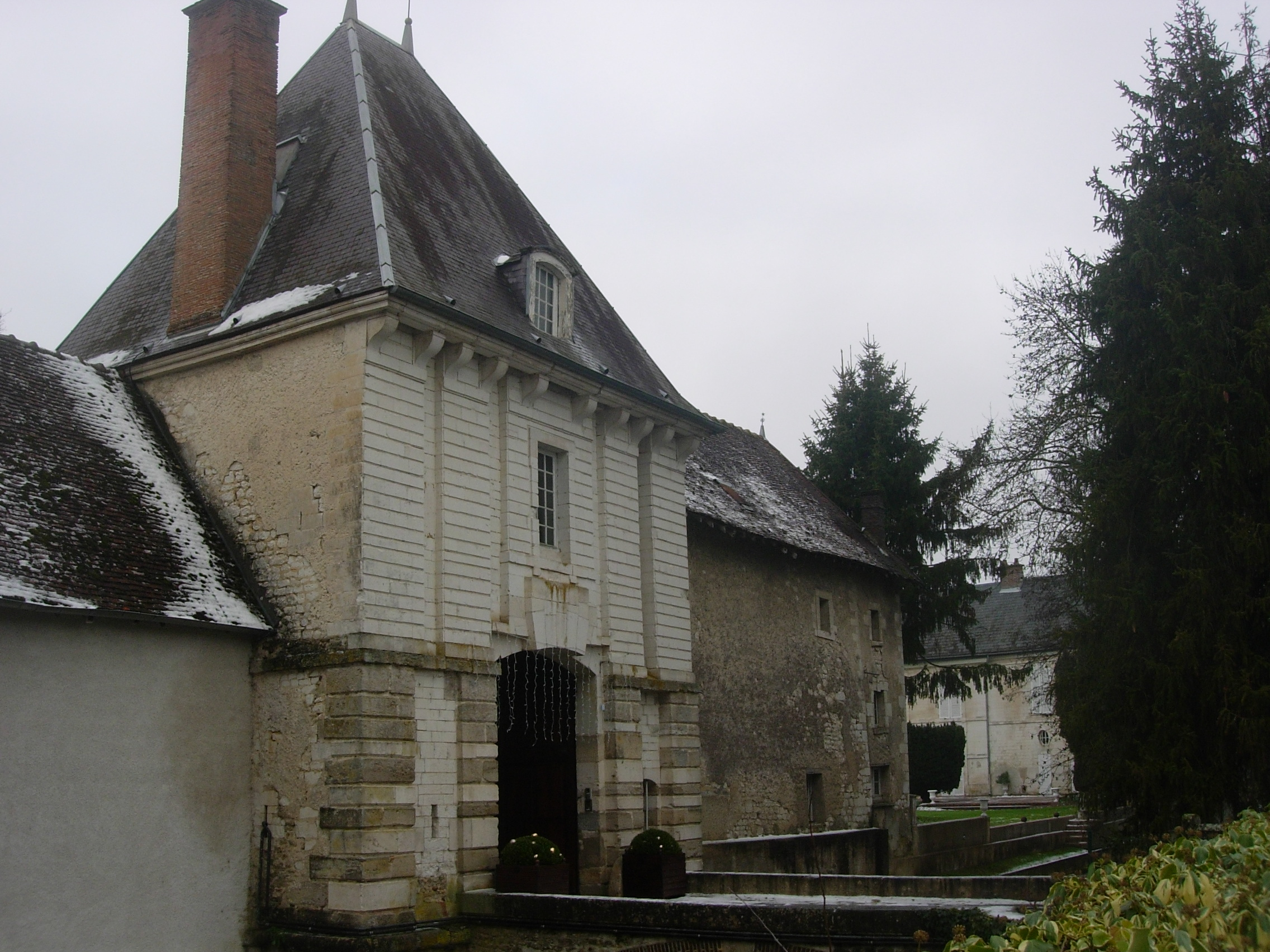
Schloss Rosières

- Schloss Rosières aus dem 16. Jahrhundert, Umbauten im 17. und Anfang des 18. Jahrhunderts, seit 1926 Monument historique